# Arcidiocesi di Gangra

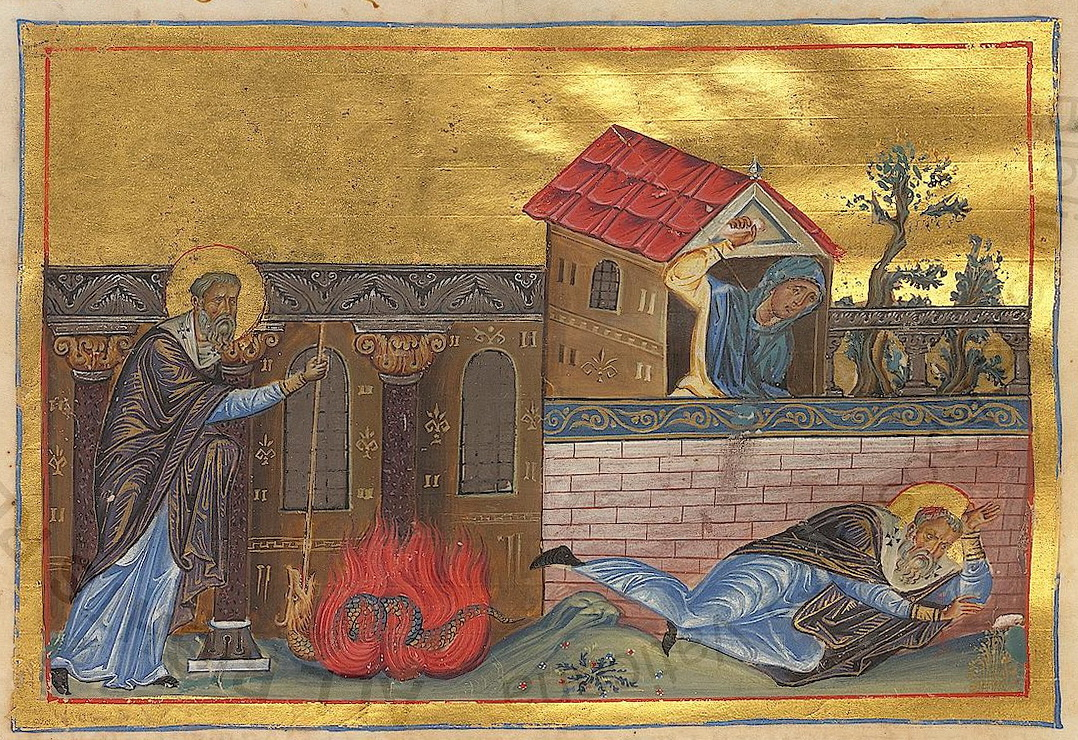
Raffigurazione del martirio di sant'Ippazio di Gangra nel menologio di Basilio.

L'arcidiocesi di Gangra (in latino Archidioecesis Gangrensis) è una sede soppressa del patriarcato di Costantinopoli e una sede titolare della Chiesa cattolica.

## Storia
Gangra, in greco Γάγγρα, identificabile con Çankırı nell'omonima provincia in Turchia, è l'antica sede metropolitana della provincia romana della Paflagonia nella diocesi civile del Ponto e nel patriarcato di Costantinopoli.
Il Martirologio Romano ricorda due santi martiri di Gangra, il vescovo Ipazio il 14 novembre, lapidato dai Novaziani, e Callinico il 29 luglio. Secondo la tradizione, Ipazio è il primo vescovo noto di Gangra, che avrebbe partecipato al concilio di Nicea nel 325 e a quello celebrato a Gangra verso la metà del IV secolo.
Secondo la Vita di Ipazio, la chiesa episcopale di Gangra venne costruita dal suo predecessore, Atanasio, che modificò un preesistente tempio pagano in chiesa cristiana; nella medesima chiesa, dedicata a san Demetrio di Alessandria, vennero sepolte le spoglie mortali del santo.
La sede è documentata nelle Notitiae Episcopatuum patriarcali fino al XIV secolo; in queste occupa una posizione che varia tra il 15º e il 21º posto nell'ordine gerarchico delle metropolie del patriarcato, e le sono attribuite tre diocesi suffraganee, Gionopoli, Dadibra e Sora. Alla provincia ecclesiastica appartenevano anche due arcidiocesi autocefale, Amastri e Pompeopoli.
A Gangra si tennero due sinodi provinciali. Il più conosciuto, oltre a quello del 375, è il sinodo che si celebrò tra il 340 e il 360, e di cui sono stati conservati i canoni. In esso furono condannate le tesi dell'asceta o del monaco Eustazio d'Armenia, il quale sosteneva che il matrimonio impediva di salvarsi ed era inferiore alla vita religiosa; il concilio ribadì la validità e la liceità del matrimonio.
Per un certo periodo, nella seconda metà del IV secolo, la sede di Gangra fu occupata da un vescovo ariano, Basilide. La città, tra V e VI secolo, fu scelta come luogo di esilio di prelati eterodossi: il patriarca monofisita Dioscoro di Alessandria, e il patriarca Macedonio di Costantinopoli, che morirono a Gangra; e Filosseno di Gerapoli.
I Bizantini persero definitivamente Gangra nel 1391, quando la città fu conquistata dagli Ottomani. Sono noti metropoliti di Gangra fino al XVII secolo, anche se dal XIV secolo risiedevano stabilmente a Costantinopoli. La metropolia fu soppressa dal sinodo patriarcale il 19 gennaio 1630 e il suo territorio annesso a quello della metropolia di Neocesarea.
Dal XIX secolo Gangra è annoverata tra le sedi arcivescovili titolari della Chiesa cattolica; la sede è vacante dal 28 febbraio 1989. Il suo ultimo titolare è stato Antônio Ferreira de Macedo, arcivescovo coadiutore di Aparecida in Brasile. 

## Cronotassi

### Vescovi e metropoliti greci
- Atanasio †[8]
- Sant'Ipazio † (prima metà del IV secolo)
  - Basilide † (menzionato nel 372 circa) (vescovo ariano)
- Bosporio † (menzionato nel 431)
- Callinico †[9]
- Pietro I † (prima del 449 - dopo il 459[10])
- Teodoro I † (menzionato nel 518)[11]
- Procopio † (menzionato nel 536)[12]
- Alessandro † (menzionato nel 553)[13]
- Alipio † (menzionato nel 680)[14]
- Sergio † (menzionato nel 692)[15]
- Giovanni I † (VIII secolo)[16]
- Marcellino † (menzionato nel 742/743)[17]
- Costantino I † (menzionato nel 787)[18]
- Anonimo † (fine VIII secolo)[19]
- Costantino II † (menzionato tra l'815 e l'843)[20]
- Metodio † (menzionato nell'860)[21]
- Basilio † (menzionato nell'869)[22]
- Nicola I † (menzionato nell'879)[23]
- Cristoforo † (IX/X secolo)[24]
- Nicola II † (menzionato nel 932)[25]
- Pietro II † (menzionato nel 997)[26]
- Niceta † (XI secolo)[27]
- Giovanni II † (prima del 1029 - dopo il 1032)[28]
- Niceforo † (prima del 1079 - dopo il 1094 eletto metropolita di Amastri)[29][30]
- Anonimo † (XII secolo)[31]
- Giovanni III † (menzionato nel 1166)[32]
- Teodoro II † (menzionato nel 1197)[33]
- Calogeropulo † (menzionato nel 1224)
- Michele † (menzionato nel 1260)
- Phokas † (prima del 1285 - dopo il 1294)[34]
- Costantino III † (menzionato nel 1315)
- Giorgio Kondofes † (XIV secolo)
- Arsenio † (menzionato nel 1385)
- Gioacchino † (fine XIV secolo)
- Germano † (menzionato nel 1400)
- Doroteo † (menzionato nel 1467)
- Pacomio † (menzionato nel 1499)
- Partenio † (menzionato nel 1604)

### Arcivescovi titolari
- Roberto Menini, O.F.M.Cap. † (19 maggio 1885 - 12 ottobre 1916 deceduto)[35]
- Pedro Armengol Valenzuela Poblete, O. de M. † (16 dicembre 1916 - 10 luglio 1922 deceduto)[36]
- Adriano Smets † (2 agosto 1922 - 31 luglio 1947 deceduto)[37]
- Antoine-Pierre-Jean Fourquet, M.E.P. † (21 giugno 1948 - 18 febbraio 1952 deceduto)[38]
- Francesco de Filippis † (1º settembre 1953 - 3 gennaio 1964 deceduto)[39]
- Antônio Ferreira de Macedo, C.SS.R. † (22 giugno 1964 - 28 febbraio 1989 deceduto)